# Орден Золотого сердца
Орден Золотого сердца – высшая государственная награда Кении.

## История
Орден был основан 21 апреля 1966 года первым президентом Кении Джомо Кениата с целью награждения граждан за исключительные заслуги перед государством.

## Степени
Орден имеет три степени:
- Командующий (C.G.H.) – знак ордена на орденской цепи, звезда на левой стороне груди
- Старейшина (E.G.H.) — знак ордена на широкой чрезплечной ленте, звезда на левой стороне груди
- Член (M.G.H.) — знак ордена на шейной ленте

## Описание
Орденская цепь состоит из чередующихся золотых звеньев в виде государственного герба без щитодержателей и четырехугольных прорезных с шагающим геральдическим львом.
Знак ордена представляет собой золотую круглую медаль с круглым же медальоном в центе с широкой каймой цветной эмали (тёмно-красного цвета для 1 класса, зелёного — для второго и чёрного — для третьего). От медальона отходят солнечные лучи. В медальоне, в зависимости от степени, изображение:
- 1 класса — полного государственного герба Кении;
- 2 класса — геральдического щита без щитодержателей, с копьями за ним;
- 3 класса — центральный элемент государственного герба — петух, в правой лапе держащий топор.

Знак ордена класса Командующего
Знак ордена класса Старейшины
Знак ордена класса Кавалера

Звезда ордена аналогична знаку.
Лента ордена жёлтая с тройными полосками цветов государственного флага по краям.